# Rugby 7 en los Juegos de la Mancomunidad de 1998
El torneo masculino de rugby 7 en los Juegos de la Mancomunidad de 1998, fue la primera vez que se hizo presente el rugby en los juegos.
Se disputó en el Petaling Jaya Stadium de Kuala Lumpur, Malasia.

## Desarrollo

### Clasificación Final
- Luego del primer y segundo día de competiciones, las selecciones fueron agrupadas según sus resultados, clasificando las primeras 8 a la definición por la medalla de oro, las 8 siguientes a las finales de plata y las restantes 2 al bowl.

| Pos. | Equipo             | Encuentros | Encuentros | Encuentros | Encuentros | Puntos |
| Pos. | Equipo             | jugados    | ganados    | empatados  | perdidos   | Puntos |
| ---- | ------------------ | ---------- | ---------- | ---------- | ---------- | ------ |
| 1    | Australia          | 4          | 4          | 0          | 0          | 12     |
| 2    | Fiyi               | 4          | 4          | 0          | 0          | 12     |
| 3    | Nueva Zelanda      | 4          | 4          | 0          | 0          | 12     |
| 4    | Sudáfrica          | 4          | 4          | 0          | 0          | 12     |
| 5    | Samoa              | 4          | 3          | 0          | 1          | 10     |
| 6    | Canadá             | 4          | 3          | 0          | 1          | 10     |
| 7    | Inglaterra         | 4          | 3          | 0          | 1          | 10     |
| 8    | Gales              | 4          | 2          | 0          | 2          | 8      |
| 9    | Islas Cook         | 4          | 2          | 0          | 2          | 8      |
| 10   | Papúa Nueva Guinea | 4          | 2          | 0          | 2          | 8      |
| 11   | Malasia            | 4          | 2          | 0          | 2          | 8      |
| 12   | Tonga              | 4          | 2          | 0          | 2          | 8      |
| 13   | Kenia              | 4          | 0          | 0          | 4          | 4      |
| 14   | Sri Lanka          | 4          | 0          | 0          | 4          | 4      |
| 15   | Suazilandia        | 4          | 0          | 0          | 4          | 4      |
| 16   | Trinidad y Tobago  | 4          | 2          | 0          | 2          | 8      |
| 17   | Bahamas            | 4          | 0          | 0          | 4          | 4      |
| 18   | Islas Caimán       | 4          | 0          | 0          | 4          | 4      |

### Etapa eliminatoria

#### Copa de plata (9° puesto)
|  | Cuartos de final   | Cuartos de final   | Cuartos de final   |                    |                    | Semifinales        | Semifinales | Semifinales |         |                           | Final Copa de Plata       | Final Copa de Plata       | Final Copa de Plata |  |
|  |                    |                    |                    |                    |                    |                    |             |             |         |                           |                           |                           |                     |  |
|  |                    |                    |                    |                    |                    |                    |             |             |         |                           |                           |                           |                     |  |
|  | Papúa Nueva Guinea | Papúa Nueva Guinea | 40                 |                    |                    |                    |             |             |         |                           |                           |                           |                     |  |
|  | Papúa Nueva Guinea | Papúa Nueva Guinea | 40                 |                    |                    |                    |             |             |         |                           |                           |                           |                     |  |
|  | Sri Lanka          | Sri Lanka          | 17                 |                    |                    |                    |             |             |         |                           |                           |                           |                     |  |
|  | Sri Lanka          | Sri Lanka          | 17                 |                    | Papúa Nueva Guinea | Papúa Nueva Guinea | 35          |             |         |                           |                           |                           |                     |  |
|  |                    |                    |                    |                    | Papúa Nueva Guinea | Papúa Nueva Guinea | 35          |             |         |                           |                           |                           |                     |  |
|  |                    |                    | Malasia            | Malasia            | 5                  |                    |             |             |         |                           |                           |                           |                     |  |
|  | Malasia            | Malasia            | Malasia            | Malasia            | 5                  | 26                 |             |             |         |                           |                           |                           |                     |  |
|  | Malasia            | Malasia            |                    |                    |                    |                    |             |             |         |                           |                           |                           |                     |  |
|  | Suazilandia        | Suazilandia        | 7                  |                    |                    |                    |             |             |         |                           |                           |                           |                     |  |
|  | Suazilandia        | Suazilandia        | 7                  |                    |                    |                    |             |             |         | Islas Cook                | Islas Cook                | 31                        |                     |  |
|  |                    |                    |                    |                    |                    |                    |             |             |         | Islas Cook                | Islas Cook                | 31                        |                     |  |
|  |                    |                    | Papúa Nueva Guinea | Papúa Nueva Guinea | 12                 |                    |             |             |         |                           |                           |                           |                     |  |
|  | Islas Cook         | Islas Cook         | Papúa Nueva Guinea | Papúa Nueva Guinea | 12                 | 45                 |             |             |         |                           |                           |                           |                     |  |
|  | Islas Cook         | Islas Cook         |                    |                    |                    |                    |             |             |         |                           |                           |                           |                     |  |
|  | Trinidad y Tobago  | Trinidad y Tobago  | 12                 |                    |                    |                    |             |             |         |                           |                           |                           |                     |  |
|  | Trinidad y Tobago  | Trinidad y Tobago  | 12                 |                    | Islas Cook         | Islas Cook         | 22          |             |         | Bowl (17.º y 18.º puesto) | Bowl (17.º y 18.º puesto) | Bowl (17.º y 18.º puesto) |                     |  |
|  |                    |                    |                    |                    | Islas Cook         | Islas Cook         | 22          |             |         | Bowl (17.º y 18.º puesto) | Bowl (17.º y 18.º puesto) | Bowl (17.º y 18.º puesto) |                     |  |
|  |                    |                    | Tonga              | Tonga              | 21                 |                    |             |             |         |                           |                           |                           |                     |  |
|  | Tonga              | Tonga              | Tonga              | Tonga              | 21                 | 35                 |             |             | Bahamas | Bahamas                   | 47                        |                           |                     |  |
|  | Tonga              | Tonga              |                    |                    |                    |                    |             |             | Bahamas | Bahamas                   | 47                        |                           |                     |  |
|  | Kenia              | Kenia              | 19                 |                    |                    |                    |             |             |         |                           | Islas Caimán              | Islas Caimán              | 17                  |  |
|  | Kenia              | Kenia              | 19                 |                    |                    |                    |             |             |         |                           | Islas Caimán              | Islas Caimán              | 17                  |  |
|  |                    |                    |                    |                    |                    |                    |             |             |         |                           |                           |                           |                     |  |

#### Medalla de oro
|  | Cuartos de final | Cuartos de final | Cuartos de final |           |               | Semifinales   | Semifinales | Semifinales |           |               | Copa          | Copa         | Copa |  |
|  |                  |                  |                  |           |               |               |             |             |           |               |               |              |      |  |
|  |                  |                  |                  |           |               |               |             |             |           |               |               |              |      |  |
|  | Nueva Zelanda    | Nueva Zelanda    | 38               |           |               |               |             |             |           |               |               |              |      |  |
|  | Nueva Zelanda    | Nueva Zelanda    | 38               |           |               |               |             |             |           |               |               |              |      |  |
|  | Gales            | Gales            | 14               |           |               |               |             |             |           |               |               |              |      |  |
|  | Gales            | Gales            | 14               |           | Nueva Zelanda | Nueva Zelanda | 19          |             |           |               |               |              |      |  |
|  |                  |                  |                  |           | Nueva Zelanda | Nueva Zelanda | 19          |             |           |               |               |              |      |  |
|  |                  |                  | Samoa            | Samoa     | 14            |               |             |             |           |               |               |              |      |  |
|  | Samoa            | Samoa            | Samoa            | Samoa     | 14            | 26            |             |             |           |               |               |              |      |  |
|  | Samoa            | Samoa            |                  |           |               |               |             |             |           |               |               |              |      |  |
|  | Sudáfrica        | Sudáfrica        | 5                |           |               |               |             |             |           |               |               |              |      |  |
|  | Sudáfrica        | Sudáfrica        | 5                |           |               |               |             |             |           | Nueva Zelanda | Nueva Zelanda | 21           |      |  |
|  |                  |                  |                  |           |               |               |             |             |           | Nueva Zelanda | Nueva Zelanda | 21           |      |  |
|  |                  |                  | Fiyi             | Fiyi      | 12            |               |             |             |           |               |               |              |      |  |
|  | Fiyi             | Fiyi             | Fiyi             | Fiyi      | 12            | 26            |             |             |           |               |               |              |      |  |
|  | Fiyi             | Fiyi             |                  |           |               |               |             |             |           |               |               |              |      |  |
|  | Canadá           | Canadá           | 19               |           |               |               |             |             |           |               |               |              |      |  |
|  | Canadá           | Canadá           | 19               |           | Fiyi          | Fiyi          | 28          |             |           | Tercer lugar  | Tercer lugar  | Tercer lugar |      |  |
|  |                  |                  |                  |           | Fiyi          | Fiyi          | 28          |             |           | Tercer lugar  | Tercer lugar  | Tercer lugar |      |  |
|  |                  |                  | Australia        | Australia | 14            |               |             |             |           |               |               |              |      |  |
|  | Australia        | Australia        | Australia        | Australia | 14            | 49            |             |             | Australia | Australia     | 33            |              |      |  |
|  | Australia        | Australia        |                  |           |               |               |             |             | Australia | Australia     | 33            |              |      |  |
|  | Inglaterra       | Inglaterra       | 14               |           |               |               |             |             |           |               | Samoa         | Samoa        | 12   |  |
|  | Inglaterra       | Inglaterra       | 14               |           |               |               |             |             |           |               | Samoa         | Samoa        | 12   |  |
|  |                  |                  |                  |           |               |               |             |             |           |               |               |              |      |  |

### Medallero
| Evento | Oro           | Plata | Bronce    |
| ------ | ------------- | ----- | --------- |
|        | Nueva Zelanda | Fiyi  | Australia |